# HD 8535
Désignations
HD 8535 est une étoile naine jaune de la constellation du Phénix. Elle est située à 55,53 ± 0,01 pc (∼181 al) du Soleil.

## Système planétaire
Une exoplanète a été découverte orbitant autour de HD 8535, il s'agit de HD 8535 b.
| Planète | Masse   | Demi-grand axe (ua) | Période orbitale (jours) | Excentricité | Inclinaison | Rayon |
| ------- | ------- | ------------------- | ------------------------ | ------------ | ----------- | ----- |
| b       | 0,68 MJ | 2,45                | 1 313                    | 0,15         |             |       |